# Octavi Franch
Octavi Franch (Barcelona, 9 de junio de 1970). Es un escritor español que escribe indistintamente en castellano y en catalán. Estudió en Aula de Lletres y Escola d'Escriptura de l'Ateneu Barcelonès, ambas en Barcelona. Escribe todos los géneros en todos los formatos, aunque predomina la novela en clave de thriller esotérico. En 1997 decide formarse como escritor. De 1991 a 1996 se dedicó a la radio, el teatro y la música.

## Libros publicados (solo con ISBN)

### Novela
- La tèrbola mirada de la mar (Res Publica, 2000) ISBN 978-84-89810-29-7
- El regust de l'immortal (Pagès Editors, 2001) ISBN 978-84-7935-843-3
- Ànima tatuada (Editorial Granollers, 2002) ISBN 978-84-88649-54-6
- El darrer tauró (Maikalili Ediciones, 2003) ISBN 978-84-96036-18-5
- La gàbia dels no-nats (Abadia Editors, 2005) ISBN 978-84-96292-25-3
- El caçador ari 1: Museu de criptozoologia (Fills de la Foscor, 2008) ISBN 978-84-92496-38-9
- Les cicatrius de la tempesta (Eixam de Malvestat, 2008) ISBN 978-84-96497-72-6
- Negra travessia (Mar de Pecats, 2008) ISBN 978-84-92496-64-8
- El son esberlat (Històries de la Carranxa, 2008) ISBN 978-84-96497-74-0
- Encants de llauna (Fills de la Foscor, 2008) ISBN 978-84-92496-48-8
- L'escuma del mal (Punt i Seguit, 2008) ISBN 978-84-92496-76-1
- Las cicatrices de la tormenta (Ediciones Dédalo, 2017) ISBN 978-84-94247-10-1
- El cazador del arca 1: Museo de Criptozoología (Editorial Naveus, 2018) ISBN 978-84-947285-4-9
- El último tiburón (Editorial Gradiente, 2019) ISBN 978-84-17687-07-6
- Hechizos de hojalata (Editorial Naveus, 2019) ISBN 978-84-947285-7-0
- Ànima tatuada (Editorial Fleming, 2019) ISBN 978-1704660387
- Tatuaje en el alma (Editorial Fleming, 2019) ISBN 978-1676605409
- La jaula de los no-natos (Editorial Naveus, 2020) ISBN 978-84-122239-0-3
- El caçador ari 1: Museu de criptozoologia (Editorial Fleming, 2020) ISBN 979-8601500852
- Encants de llauna (Editorial Fleming, 2020) ISBN 979-8615698125

### Relato
- Somnis d'angoixa (Eixam de Malvestat, 2008) ISBN 978-84-92496-16-7
- El retruny del voltor (Fills de la Foscor, 2008) ISBN 978-84-92496-44-0
- Pessics i pessigolles (Melosa Tibantor, 2008) ISBN 978-84-92496-18-1
- Faules de l'engonal (Històries de la Carranxa, 2008) ISBN 978-84-92496-52-5
- Ras i curt (Prosa Menuda, 2008) ISBN 978-84-92496-79-2
- Pellizcos y cosquillas (Aliar Ediciones) ISBN 978-84-18143-07-6

### Poesía
- Almanac de penombres (Ayuntamiento de Catarroja, 2003) ISBN 978-84-86787-80-6
- Els toboganys del desdeny (Envers, 2008) ISBN 978-84-92496-75-4
- Ulls de platja (Envers, 2008) ISBN 978-84-92496-71-6

### Narrativa infantil-juvenil
- El nen que no creia en els Reis Mags (Fundació Cabana, 2006) ISBN 978-84-934608-1-5
- Un àngel a l'infern (Edicions del Pirata, 2006) 978-84-96569-28-7
- Aprèn a miolar (Calaix de Cartolina, 2008) ISBN 978-84-92496-34-1
- El cuc que havia perdut l'esperança (Calaix de Cartolina, 2008) ISBN 978-84-92496-39-6
- Hem perdut un peluix! (Calaix de Cartolina, 2008) ISBN 978-84-92496-51-8
- La princesa renegada i el drac sense foc (Calaix de Cartolina, 2008) ISBN 978-84-92496-54-9
- Wampy, el rat penat poruc (Calaix de Cartolina, 2008) ISBN 978-84-92496-90-7
- El soldat de plom (Calaix de Cartolina, 2008) ISBN 978-84-92496-89-1
- El secret blanc-i-blau (Calaix de Cartolina, 2008) ISBN 978-84-92496-45-7
- Rondalles del bagul (Calaix de Cartolina, 2008) ISBN 978-84-92496-80-8
- El fillol de Sant Jordi i el Drac Vermell (Calaix de Cartolina, 2008) ISBN 978-84-96497-59-7
- Al·lucinacions de cartró pedra (Calaix de Cartolina, 2008) ISBN 978-84-92496-33-4
- El lladre de la fantasia (Calaix de Cartolina, 2008) ISBN 978-84-92496-42-6
- El meu padrastre és un alienígena! (Calaix de Cartolina, 2008) ISBN 978-84-92496-43-3
- La tríada d'Orient VS el vell d'allà dalt a mà esquerra (Calaix de Cartolina, 2008) ISBN 978-84-92496-58-7
- Després de l'esclat (Calaix de Cartolina, 2008) ISBN 978-84-92496-41-9
- Històries del Padrí (Calaix de Cartolina, 2008) ISBN 978-84-92496-78-5
- El fillol de Sant Jordi i el  Drac Vermell (Editorial La Vocal de Lis) ISBN 978-84-945133-2-9
- Històries del Padrí (Ònix Editor) ISBN 978-84-94541-32-2
- Rondallas del baúl (Ediciones Corona Borealis, 2018) ISBN 978-84-949224-6-6

### Teatro
- Flors i Capolls (Parèntesi, 2008) ISBN 978-84-92496-49-5
- La sogra (Parèntesi, 2008) ISBN 978-84-92496-56-3
- Misèries urbanes (Parèntesi, 2008) ISBN 978-84-92496-63-1
- El dilema de la màscara  (Parèntesi, 2008) ISBN 978-84-92496-40-2
- Moltes desgràcies (Parèntesi, 2008) ISBN 978-84-92496-77-8

### Guiones audiovisuales
- Crepuscle de sang (Parèntesi, 2008) ISBN 978-84-92496-73-0

## Audiolibros
- Androides y tentáculos (Audacia, 2020)[7]
- Negra travesía (Audacia, 2020)[8]
- Alucinaciones de cartón piedra (Sonolibro, 2021)[9]
- Un ángel en el infierno (Sonolibro, 2021)[10]
- El ladrón de la fantasía (Sonolibro, 2021)[11]
- El ahijado de San Jorge y el Dragón Rojo (Sonolibro, 2021)[12]

## Premios literarios (solo ganador)

### Narrativa
- Alfons el Magnànim (Valencia) 1999[13]
- Joan Puig i Ferrater (La Selva del Camp, Tarragona) 1999
- Ferran Canyameres (Terrassa, Barcelona) 1999
- Ciudad de Ibiza (Ibiza) 2000[14]
- Josep Saperas i Martí (Granollers, Barcelona) 2000[15]
- Octubre (Sant Vicent del Raspeig, Alicante) 2000
- Sant Andreu Sud (Barcelona) 2000
- Ciutat de Mollerussa (Mollerussa, Lérida) 2001[16]
- Associació Cultural 7 Plomes (Mollet del Vallès, Barcelona) 2001
- Sant Jordi (Barcelona) 2001
- Francesc Bru (Canals, Valencia) 2002
- Sant Jordi (Esparreguera, Barcelona) 2002
- AAVV de Canyet (Badalona, Barcelona) 2002
- Víctor Mora (L'Escala, Gerona) 2002
- Ferran Canyameres (Terrassa, Barcelona) 2002
- Joan Fuster (Almenara, Castellón) 2002
- Joan Arús (Castellar del Vallès, Barcelona) 2002
- JO.ESCRIC (Palma de Mallorca) 2005
- Foment Martinenc (Barcelona) 2018
- Huentota (Argentina) 2019
- Joan Mañé i Guillaumes (La Ràpita, Barcelona) 2019
- Valerià Pujol (Premià de Dalt, Barcelona) 2019[17]
- Anuket (Argentina) 2019
- Ramon Ferrando Adell (Jesús-Tortosa, Tarragona) 2019
- Maties Pallarès (Peñarroya de Tastavins, Teruel) 2019[18]

### Poesía
- Pere Virgili (Vilallonga del Camp, Tarragona) 1999
- El Drac de la Trinitat (Barcelona) 1999
- Adolf Andreu (Sarral, Tarragona) 1999
- Gaspar de Preses (Sant Andreu de la Barca, Barcelona) 2000
- Pere Virgili (Vilallonga del Camp, Tarragona) 2000
- Adolf Andreu (Sarral) 2001
- Jocs Florals (Barcelona) 2001
- Vila de Capafonts (Capafonts, Tarragona) 2001
- Asociación AMIBA (Barcelona) 2002
- Associació Cultural 7 Plomes (Barcelona) 2002
- Ramon Marí i Ma. Carme Vila (Barcelona) 2002
- Poemes d'amor i desamor (Barcelona) 2002
- Sant Jordi (Esparreguera, Barcelona) 2002
- Benvingut Oliver (Catarroja, Valencia) 2002[19]
- Memorial Manuel Tosca (Viladecans, Barcelona) 2019
- Áspera (México) 2019

## Obras de teatro estrenadas
- Flors i capolls (Barcelona, 2005 y Gerona, 2014)[20]
- UHF FAN (Madrid, 2022)[21]

## Guiones audiovisuales producidos
- Las mentiras del espejo (México, 2020)[22]
- La suegra (Barcelona, 2020)[23]